# Zalesie (Varsovie-ouest)
Pour les articles homonymes, voir Zalesie.
Zalesie (prononciation : [zaˈlɛɕɛ]) est un village polonais, situé dans la gmina de Stare Babice de la Powiat de Varsovie-ouest et dans la voïvodie de Mazovie dans le centre-est de la Pologne.
Il se situe à environ 6 kilomètres à l'ouest de Stare Babice, 6 kilomètres au nord d'Ożarów Mazowiecki et à 17 kilomètres à l'ouest de Varsovie.
Le village a une population de 176 habitants en 2010.